# 六堆鑼鼓聲
六堆鑼鼓聲，是一款於2007年上線的以臺灣客家族群的歷史與文化為主題的大型多人線上角色扮演遊戲，其為中華民國行政院客家委員會所提出之「客家語言文化數位學習網及推廣計畫」的成果之一。該遊戲，已於2008年停止營運。

## 故事
在臺灣南部的六堆地區，每當遭逢動亂時，由當地客家庄人民所組成之鄉團組織，均發揮其保鄉衛國的作用。該遊戲，即是以清治時期的林爽文事件為背景。其中遊戲玩家，為扮演接受一連串考驗，並且加入六堆來保衛其家園的義民。

## 特色
- 政府發行的遊戲式數位學習（英语：Game based learning），以學習臺灣客家語為主要目的。
- 遊戲內非玩家角色對白皆以客語發音。
- 類似魔力寶貝或石器時代的回合制打法。
- 人物有地、水、火、風四種屬性，職業分為兵仔、俠客、道士、藥師、拳師。
- 玩家以大學生和研究生為主。

## 職業
- 兵仔

使用拳法而以攻擊型為主的職業，攻擊招式稍遜於拳師，後期可穿戴提升魔法防禦但卻十分笨重以至於敏捷度大幅降低的奇門遁甲。
- 俠客

同時具備法系以及物系學習能力的職業，可學習攻擊型法術和拳法。
- 道士

擅長攻擊型的法術，不論是攻擊力、攻擊範圍與攻擊變化都能在最少的限制提升能力的職業，是遊戲中頗受歡迎的熱門職業。
- 藥師

具有回復型的法術和狀態型的技能，給予隊伍中的夥伴在激烈的戰鬥中輔助攻擊和回復生命值。藥師繼承了法系職業共通的特質，可學習道士擅長的攻擊型法術，但與之相比，攻擊的範圍和威力都不及道士。但對於法術的防禦能力相當高，可佩帶大幅提升生命值的高階裝備，進入較困難的地圖時成為遊戲隊伍中不可或缺的重要角色。
- 拳師

以強健的體魄施展拳法，尤其在遊戲進行的初期就可學習最具威力的大力金剛掌，是攻擊型的職業。拳師的定位與兵仔相似，但相較於兵仔，拳師能夠更快的學習攻擊型的拳法，而兵仔能夠以裝備提升魔法的防禦。

## 遊戲任務
由史實改編而成的戰役任務，玩家必須聽取非玩家角色的客語內容，取得進行遊戲的線索。
- 三合院鍾師父客語學習任務
- 竹田老人傳家寶任務
- 東門樓小販客語考驗
- 右堆村民的考驗
- 東門樓寶箱的祕密
- 達達港老人客語考驗
- 右堆山區山賊集團
- 加入義民軍

## 地圖
- 三合院：客家風格的三合院，堂號為虛構的客家堂號「哈客堂」。有虛構人物鍾師父於此教導客語。
- 中堆大街：遊戲中的新手村，為當時中堆最熱鬧的市集，在今日的屏東縣竹田鄉頓物。
- 達達港：重現清代中期達達港作為米糧運輸港口的地景，長者於此進行客語的試煉。
- 西勢忠義亭：主祀粵莊先民，也是義民軍首領商議戰情的場所。
- 瀰濃東門樓：瀰濃庄的東門，外圍種植兩排具有防禦功能的竹林，外有美濃溪作為護城河。[3]
- 右堆山區：遊戲中未明確交代地點，由場景關連可推測為瀰濃東門樓往東一帶的山脈。

## 營運
六堆鑼鼓聲為中華民國行政院客家委員會的客家語言文化數位學習網及推廣計畫之一部分，初期由哈客網路學院的承包商旭聯科技委託點子貓科技製作營運，自2007年底推出以來，玩家人數不斷攀升，全盛時期最高同時上線人數近千人。
2008年4月起由遊戲移交給巨匠電腦維運，因伺服器主機毀損，致使遊戲人口完全流失，熱潮不再。至2008年12月，巨匠電腦推出相同主題的遊戲「六堆風雲」，但六堆鑼鼓聲的遊戲維運停擺數月，伺服器處於故障無法進入的狀態。
原製作團隊則另開發非營利的新遊戲─「五月雪的約定」。故事背景一樣為清代林爽文事件的六堆客家庄，但遊戲開始的地點、時間、任務內容以及場景均不相同（「五月雪的約定」起始地點為林爽文事件爆發前的右堆瀰濃庄，「六堆鑼鼓聲」則為林爽文事件爆發後之中堆竹田），並陸續加強了許多遊戲功能。兩者在遊戲訴求方面亦有明顯差距，六堆鑼鼓聲主打客語教學，五月雪的約定則以推廣歷史文化與客家音樂為主。少部份六堆鑼鼓聲的玩家在遊戲無人維護更新的情形下，轉而至五月雪的約定進行遊戲。

## 外部連結
- 六堆鑼鼓聲遊戲網站 （页面存档备份，存于）
- 批踢踢實業坊小遊戲版精華區當中的六堆鑼鼓聲信件存檔 （页面存档备份，存于）
- 批踢踢實業坊熱門遊戲版精華區當中的六堆鑼鼓聲信件存檔[]